# Замок Атлон

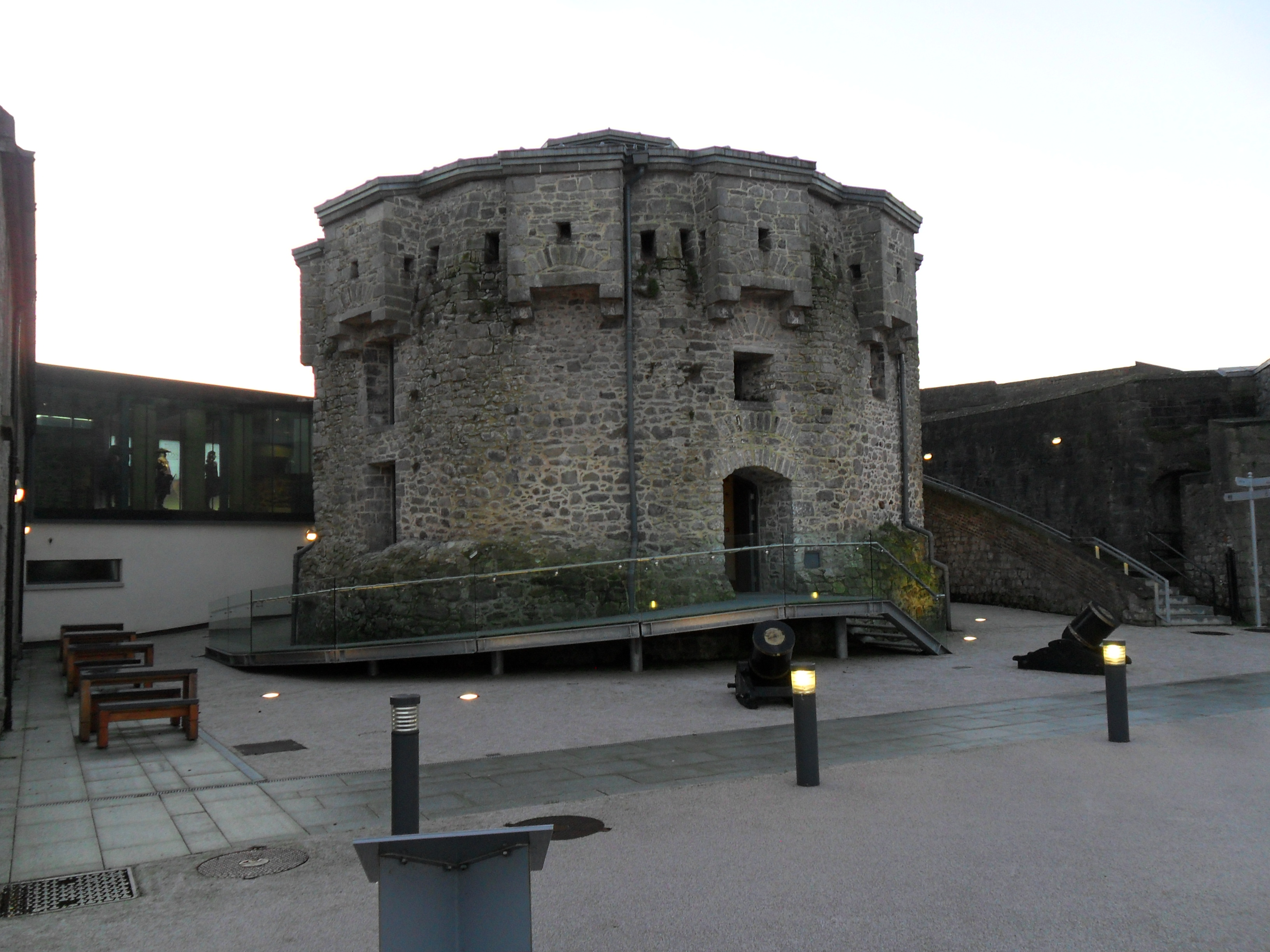
Вид всередині фортечної стіни замку в Атлон після реставраційних робіт.

Замок Атлон (англ. Athlone Castle, ірл. Caisleán na Baile Átha Luain) — кашлен на Балє Аха Луань — замок Міста Броду Луань — один із замків Ірландії, розташований в графстві Західний Міт, біля одноіменного селища Атлон. Замок побудований в ХІІ столітті і є популярним туристичний об'єктом.

## Історія замку Атлон
Найперші повідомлення про замок Атлон датуються 1129 роком. На цьому місці був побудований замок типу «Мотт-і-Бейлі» — дерев'яний замок на штучному пагорбі. Цей замок побудував король ірландського королівства Коннахт Тайррделбах Ва Конхобайр для захисту своїх володінь: у той час Ірландія була розділені на королівства і володіння кланів, між якими точилася війна, влада верховного короля Ірландії була номінальною. Кам'яний замок Атлон, що стоїть і нині був побудований в 1210 році королем Англії Джоном Безземельним і його юстиціарієм в Ірландії єпископом Джоном де Греєм Норіджем після англо-норманського завоювання Ірландії. Замок був побудований на кордоні земель захоплених Англією як форпост для захоплення ірландського королівства Коннахт.
Замок являє собою багатокутну вежу, що була побудована на місці дерев'яного замку типу «Мотт-і-Бейлі». Хоча замок був поруйнований під час нескінченних війн в Ірландії, основні елементи замку збереглися. У свій час замок займав стратегічне положення. У давні часи замок був оточений глибоким ровом, через який був перекинутий міст.
Замок перебудували і додатково зміцнили наприкінці ХІІІ століття (біля 1276 року), коли замок був оточений додатковою стіною з круглими вежами по кутам. Ця забудова, хоч і сильно змінена, частково збереглася до нашого часу. У XVI столітті замок був зруйнований. Його відбудував сер Вільям Барбазон — лорд-юстиціарій Ірландії в 1547 році. У 1690—1691 році під час вільямітських (якобінських) війн замок став ареною боїв і був сильно зруйнований вогнем артилерії. Потім в замок влучила блискавка і замок сильно постраждав від пожежі в 1697 році. У часи наполеонівських війн замок знову був відреставрований і зміцнений, пристосований для війни з використанням артилерії — в ті часи боялися вторгнення наполеонівських військ в Ірландію і зміцнювали замки для оборони. Нині приземкуваті барабанні вежі замку Атлон нагадують вежі форту Мартелло наполеонівських часів, що знаходиться біля Дубліна.
На карті 1874 року зображено низку об'єктів які не збереглися до нашого часу: офіцерські будинки, казарми солдат, артилерійські приміщення, гауптвахта, кухня, будинки караулу, міст. Офіцерські і солдатські казарми розташовувались в п'яти відсіках, була ще двоповерхова казарма в фасадом на головну вулицю. Це будови часів короля Георга, багато з яких датуються 1810 роком.
Дослідження замку показало, що замок мав низку цікавих особливостей: спеціальні ворота для вилазок в стіні замку, бійниці для лучників, гарматні амбразури, амбразури для рушниць — сліди перебудов різних епох. Міст і рів проіснували до ХХ століття.
Нині замок є пам'яткою історії та архітектури національного значення, є частиною музею Атлона з 1966 року. 2012 року завершилась реставрація замку і замок був відкритий для відвідувачів.